# 高瀬武次郎
高瀬 武次郎（たかせ たけじろう、明治元年12月16日（1869年1月28日） - 昭和25年（1950年）2月9日）は明治から昭和にかけての陽明学者。号は惺軒。従三位勲三等文学博士京都帝国大学名誉教授。
漢詩は鈴木豹軒、和歌は山本行範に学んだ。

## 生涯
明治元年12月16日（1869年1月28日）、讃岐国山田郡西十川村仲下所（香川県高松市十川西町107番地1）佐々木弥惣八（八十八、小五郎）の四男に生まれた。鰹宇神社で森口四郎に儒学を学ぶ。
京都府立第一中学校（京都府立洛北高等学校・附属中学校）、第四高等学校（金沢市）または第五高等学校（熊本市）を経て、明治31年（1898年）7月東京帝国大学文科大学漢学科を卒業し、同大学院に進学、明治38年（1905年）11月論文「先秦諸子哲学」により文学博士号を取得、明治39年（1906年）1月東京帝国大学講師、同時に哲学館、日蓮宗大学、佛教大学、早稲田大学、曹洞宗大学、明治大学講師も務めた。
1907年（明治40年）7月京都帝国大学助教授となり、大阪洗心洞学会にも毎月第三日曜日に出講した。
明治45元年（1912年）2月28日、清へ留学に出発し（同年中華民国成立）、北京、上海、寧波、余姚、廬山を巡った後、ヨーロッパに渡り、ベルリン、ロンドンを経てアメリカ合衆国経由で、大正4年（1915年）3月帰国した。京都大学支那哲学史教授に就任した。
大正10年（1921年）洗心洞予備学童顧問に就任した。大正14年（1925年）1月15日経筵進講控となり、大正14年（1925年）7月から11月まで中国南部を旅した。
昭和3年（1928年）経筵進講に任ぜられ、昭和天皇に講義を行った。昭和3年（1928年）12月16日、還暦を以って京都大学、経筵を辞職し、龍谷大学、立命館大学、臨済宗大学（花園大学）、関西大学、武道専門学校、女子専門学校（京都女子大学）等で教鞭を執った。
昭和21年（1946年）8月、公職追放を受けた。
子の高瀬安貞は東京に住んだ。京都市北区小山下内河原町69番地の旧宅は京都市社会福祉協会に寄付され、社会福祉法人安楽荘となった。2009年5月、安楽荘跡地に富田産婦人科病院デイケアへいあんが新築移転し、冨田病院デイケアセンターとみたが開業した。
旧蔵書は九州大学中央図書館に「高瀬文庫」として保存されている。

## 著書
- 『日本之陽明学』鉄華書院、明治31年（1898年）
- 『陽明階梯 精神教育』鉄華書院、明治32年（1899年）
- 『支那文学史』哲学館、明治34年（1901年）
- 『楊墨哲学』金港堂書籍、明治35年（1902年）
- 『王陽明詳伝』文明堂、明治36年（1903年）
- 『陽明学新論』榊原文盛堂、明治39年（1906年）
- 『支那倫理珠塵 問題回答』參天閣、明治41年（1908年）
- 『老荘哲学』榊原文盛堂、明治42年（1909年）
- 『支那哲学史』文盛堂、明治43年（1910年）
- 『陽明主義の修養』東亜堂書房、大正7年（1918年）
- 『藤樹先生』滋賀県高島郡教育会、大正10年（1921年）
- 『四言教論』洗心洞文庫、大正11年（1922年）
- 『陸象山』内外出版社、大正13年（1924年）
- 『三輪執斎』三輪繁蔵、大正13年（1924年）
- 『易学講話』弘道館、昭和元年（1926年）
- 『進講録』山本丈之助、昭和3年（1928年）
- 『陽明学講話』弘道館、昭和3年（1928年）
- 『陽明学叢話』博多成象堂、昭和7年（1932年）
- 『聊斎志異菁華』平野書店、昭和8年（1933年）
- 『宇宙論衡』東亜研究会、昭和8年（1933年）
- 『鼓腹集』洗心洞文庫、昭和10年（1935年） - 漢詩集
- 『天泉鼓腹集』洗心洞文庫、昭和10年（1935年） - 和歌集
- 『熊沢蕃山』熊沢光造、昭和12年（1937年）
- 『教育勅語謹解』教化振興会、昭和13年（1938年）
- 『教育勅語謹解 青少年学徒ニ賜ハリタル勅語謹解』教化振興会、昭和14年（1939年）
- 『新修日本外史鈔』星野書店、昭和14年（1939年）
- 『皇道論』皇教会、昭和15年（1940年）
- 『菅公』皇教会、昭和15年（1940年）
- 『梅田雲浜』皇教会、昭和16年（1941年）
- 『頼山陽』皇教会、昭和16年（1941年）
- 『皇道聖訓』皇教会、昭和16年（1941年）
- 『大東亜戦争宣戦詔書謹解』皇教会、昭和17年（1942年）
- 『鼓腹集 第二集（和歌部）』皇教会、昭和17年（1942年）
- 『支那思想史』人生道場、昭和17年（1942年）
- 『水戸学』皇教会、昭和19年（1944年）
- 『敬神歌』天社土御門神道本庁、昭和24年（1949年）